# 치밀 불규칙 결합 조직

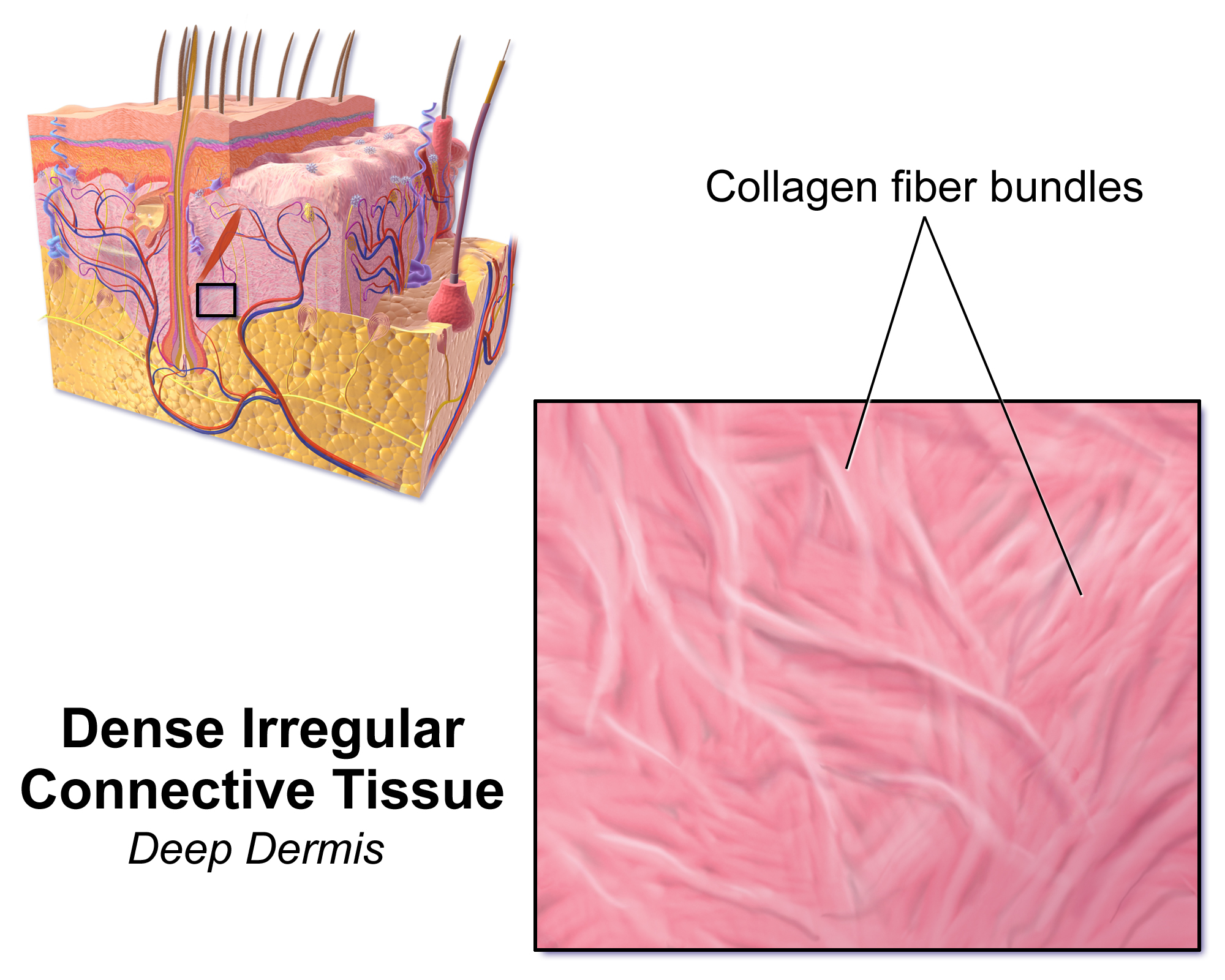
치밀 불규칙 결합 조직(심부 진피)의 그림

치밀 불규칙 결합 조직(dense irregular connective tissue)은 치밀 규칙 결합 조직처럼 평행한 묶음으로 배열되지 않은 섬유를 가지고 있다.
치밀한 불규칙 결합 조직은 대부분 콜라겐 섬유로 구성되어 있다.

## 같이 보기
- 치밀 결합 조직
- 치밀 규칙 결합 조직